# 浦山村 (埼玉県)
浦山村（うらやまむら）は、1956年（昭和31年）まで埼玉県の西部、秩父郡に属していた村である。

## 地理
- 河川：浦山川

## 歴史
もとは江戸期より存在した浦山村で、古くは武光荘に属したと云われている。村名の由来は地内が武甲山（武光山）の裏山に当たり、その裏山が浦山に変化したことから。
- はじめ幕府領、のち忍藩領。
- 1873年（明治6年） - 浦山小学校が開設される[1]。
- 1876年（明治9年） - 埼玉県に所属する[1]。
- 1879年（明治12年） - 郡区町村編制法施行に伴い、秩父郡に所属する[1]。
- 1889年（明治22年）4月1日 - 町村制施行により、以前の浦山村を継承し秩父郡浦山村が成立する[1]。
- 1956年（昭和31年）9月30日 - 影森村へ編入、町制施行し影森町となる[3]。浦山村は影森町の大字となる。